# Hermann Helms (Reeder, 1868)
Hermann Christian Helms (* 29. März 1868 in Bremen; † 9. August 1942 in Nürnberg) war ein deutscher Reeder.

## Biografie

Hansaflagge

Helms war der Sohn eines Eisenbahnlademeisters. Er erlernte seit 1881 den Beruf des Kaufmanns bei der 1881 neu gegründeten Reederei Deutsche Dampfschiffahrtsgesellschaft „Hansa“ (DDG „Hansa“). 1903 wurde er Prokurist, 1910 in den Vorstand der DDG „Hansa“ berufen und dann als Nachfolger von Direktor Oltmann Johann Dietrich Ahlers († 1910) Vorstandsvorsitzender der Hansa. In seiner Zeit als Vorstand erweiterte sich das Unternehmen, das 1914 mit 68 Schiffen drittgrößte deutsche Reederei war.
Durch den Ersten Weltkrieg verlor das Unternehmen, bis auf ein kleines Schiff, die gesamte Flotte. Helms begann den Wiederaufbau und 1921 besaß die Hansa schon wieder 14 Schiffe auf verschiedenen Linien. Es gelang ihm in der Weltwirtschaftskrise von 1929 die Reederei durch die Krise zu führen. In den 1930er Jahren wurde sie zur weltgrößten Reederei von Schwergutfrachtern und um 1939 fuhren 53 Schiffe für die DDG „Hansa“. 1940 legte Helms sein Vorstandsamt altersbedingt nieder und war noch zwei Jahre im Aufsichtsrat des Unternehmens.
Helms wird als bescheidener, freundlicher, kompetenter und international angesehener Schifffahrtsmann geschildert.
Sein gleichnamiger Sohn Hermann Helms (Reeder, 1898) war bereits in den 1920er Jahren immer wieder der Motor des Unternehmens und nach dem Zweiten Weltkrieg als Vorstandsvorsitzender bis 1969 für den erneuten Wiederaufbau der Reederei verantwortlich. Sein gleichnamiger Enkel Hermann Helms (Reeder, 1928) führte die Reederei nach dem Zweiten Weltkrieg.

### Ehrungen
Die Hermann-Helms-Straße in Bremen-Obervieland wurde 1969 nach ihm und seinem Sohn benannt.